# Anthony Montgomery
Anthony Dwayne Montgomery, noto anche come A.T. Montgomery (Indianapolis, 2 giugno 1971), è un attore statunitense, noto per aver interpretato il guardiamarina Travis Mayweather nella serie televisiva Star Trek: Enterprise.

## Biografia
Anthony Montgomery fa un'audizione per entrare nel cast della serie Star Trek: Voyager, ma non ottiene la parte. L'anno seguente viene richiamato dalla produzione per una nuova audizione, per il ruolo del figlio dell'ufficiale Vulcaniano della USS Voyager Tuvok (interpretato da Tim Russ), nell'episodio della settima stagione Repressione (Repression, 2000), ma nemmeno in questo caso ottiene la parte. Dopo un altro anno la produzione lo ingaggia infine per la parte del timoniere dell'Enterprise NX-01 Travis Mayweather, facendolo entrare nel cast fisso della serie televisiva Star Trek: Enterprise. 
Ha interpretato ruoli minori anche in altre serie televisive come: JAG - Avvocati in divisa, Frasier, Streghe e Dr. House - Medical Division. Ha recitato inoltre accanto a Morgan Freeman e a Christian Slater nel fim Pioggia infernale del 1998.
Dal 2011 al 2019 interpreta il personaggio del dottor Andre Maddox in 12 episodi della soap opera General Hospital. La parte gli vale una candidatura come miglior attore non protagonista in una serie drammatica ai Daytime Emmy Awards del 2018.

## Vita privata
Anthony Montgomery è nipote del chitarrista e compositore jazz Wes Montgomery.

## Filmografia

### Cinema
- Pioggia infernale (Hard Rain), regia di Mikael Salomon (1998)
- ESP: Extra Sexual Perception, regia di Stefan Rudnicki - direct-to-video (1998)
- Leprechaun 5, regia di Rob Spera - direct-to-video (2000)
- I'm Through with White Girls, regia di Jennifer Sharp (2007)
- Un americano in Cina (An American in China), regia di Ron Berrett (2008)
- The Porter, regia di Vincent Singleton - cortometraggio (2008)
- Why Am I Doing This?, regia di Tom Huang (2009)
- Directing Reality, regia di Michael Blackman - cortometraggio (2012)
- Chariot, regia di Brad Osborne (2013)
- The Man in 3B, regia di Trey Haley (2015)
- The Preacher's Son, regia di Trey Haley (2017)
- DDX: Department of Disclosure, regia di Ramon Govea - cortometraggio (2017)
- #Truth, regia di Charles Murray (2019)
- La custodia di Mallie (Long Lost Sister), regia di Lisa France (2020)
- Unbelievable!!!!!, regia di Steven L. Fawcette (2020)
- Angie: Lost Girls, regia di Julia Verdin (2020)
- Without Ward, regia di Cory Cataldo (2022)

### Televisione
- Beyond Belief: Fact or Fiction, serie TV, episodio 2x10 (1998)
- JAG - Avvocati in divisa (JAG) - serie TV, episodio 4x12 (1999)
- Stargate SG-1 - serie TV, episodio 3x10 (1999)
- Stark Raving Mad - serie TV, episodio 1x06 (1999)
- Frasier - serie TV, episodi 7x23-7x24 (2000)
- Movie Stars - serie TV, episodio 2x08 (2000)
- Streghe (Charmed) - serie TV, episodio 3x01 (2000)
- Popular - serie TV, 11 episodi (2000-2001)
- Star Trek: Enterprise - serie TV, 97 episodi (2001-2005) - Travis Mayweather
- Half & Half - serie TV, episodio 2x03 (2003)
- Player$ - serie TV, episodio 2x19 (2003)
- Boomtown - serie TV, episodio 2x03 (2003)
- NCIS - Unità anticrimine (NCIS) - serie TV, episodio 6x07 (2008)
- Dr. House - Medical Division (House M.D.) - serie TV, episodio 5x12 (2009)
- General Hospital - serie TV, 128 episodi (2011-2019)
- The Client List - Clienti speciali (The Client List) - serie TV, episodio 1x03 (2012)
- Single Ladies - serie TV, 8 episodi (2011-2012)
- Grey's Anatomy - serie TV, episodio 9x21 (2013)
- Baby Daddy - serie TV, episodio 2x01 (2013)
- Greenleaf - serie TV, episodi 3x10-3x11-3x12 (2018)
- Carole's Christmas, regia di David DeCoteau - film TV (2019)
- Magnum P.I. - serie TV, episodio 2x11 (2019)
- The Family Business - serie TV, 12 episodi (2020-2021)
- All the Queen's Men - serie TV, episodio 1x01-1x02-1x07 (2021)
- B Positive - serie TV, episodio 2x11 (2022)

## Radio
- Shuttlepod Show - podcast, episodio 1x09 (2022)

## Discografia

### Album in studio
- 2008 - A. T

## Riconoscimenti
- Daytime Emmy Awards
  - 2018 – Candidatura come miglior attore non protagonista in una serie drammatica per General Hospital

## Doppiatori italiani
Nelle versioni in italiano delle opere in cui ha recitato, Anthony Montgomery è stato doppiato da:
- Alessio Cigliano in Star Trek: Enterprise
- Corrado Conforti in Popular
- Gianfranco Miranda in Dr. House - Medical Division
- Riccardo Scarafoni in Magnum P.I.